# Hjorten (1645)
Hjorten var ett svenskt mindre örlogsskepp som förekommer i svenska flottans rullor för året 1672. Skeppet var bestyckat med 32 kanoner och manskapet bestod av hundra båtsmän och 35 knektar.